# Yukimarimo

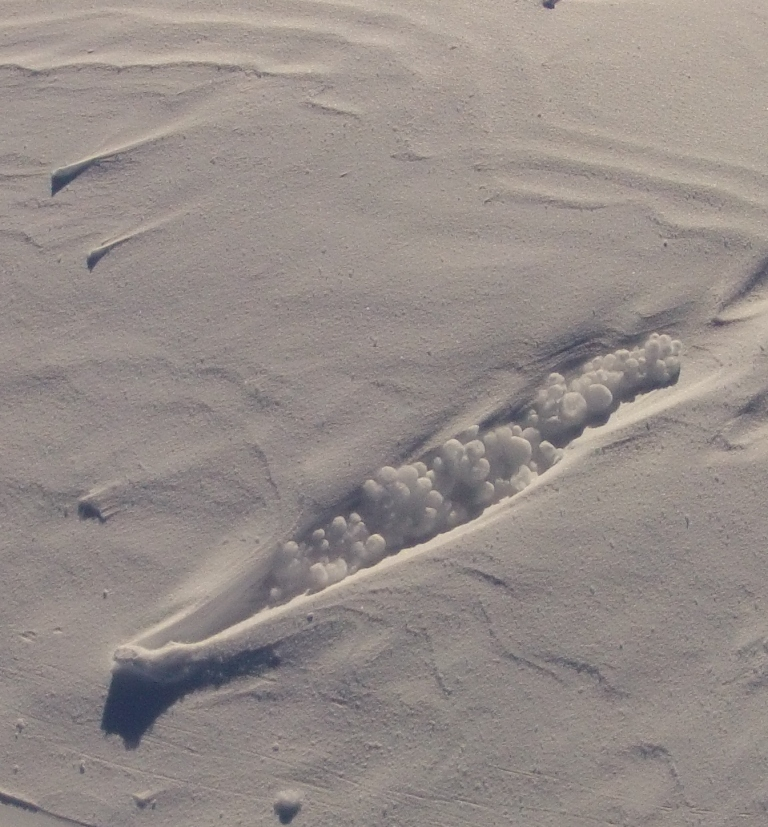
Une formation de yukimarimo proche de la base antarctique Concordia.

Le yukimarimo est un dépôt de glace qui se forme principalement sur le continent antarctique.

## Étymologie
En japonais, 雪 (yuki) signifie « neige » et 毬藻 (marimo) est une algue filamenteuse, Aegagropila linnaei, qui forme des colonies sphériques au fond de lacs de l'hémisphère nord. Le yukimarimo ressemble à ces « boules de mousse ».

## Formation
Les yukimarimo sont des boules de givre fin formées à basses températures sur le plateau Antarctique par faible vent. Ce phénomène est découvert en 1995, en Antarctique,, au Dôme F, par Takao Kameda lors de la 36e expédition de recherche antarctique japonaise (JARE-36) à des températures de −59 à −72 °C. L'attraction électrostatique entre les cristaux de glace explique la formation de yukimarimo à ces basses températures.
Lorsqu'un vent léger souffle après la formation du givre, celui-ci se brise et les cristaux de givre s'agglutinent et collent en raison de la forte attraction électrostatique et de la fusion ultérieure des cristaux de glace. Ils tombent alors sur la neige d'une manière similaire aux virevoltants. La taille des yukimarimo varie de quelques millimètres à plusieurs centimètres de diamètre.

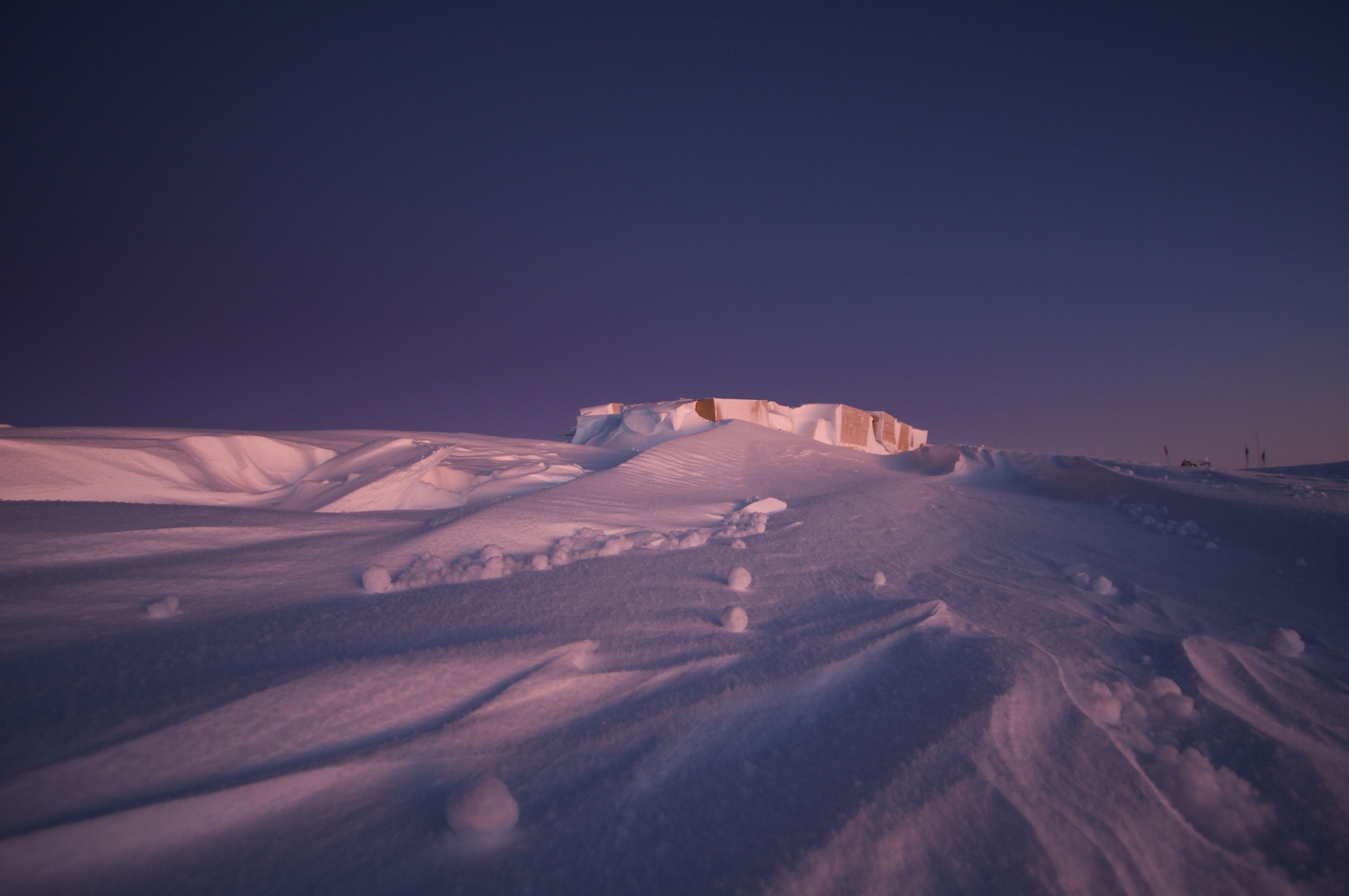
Yukimarimo à la base antarctique Amundsen-Scott en 2008.
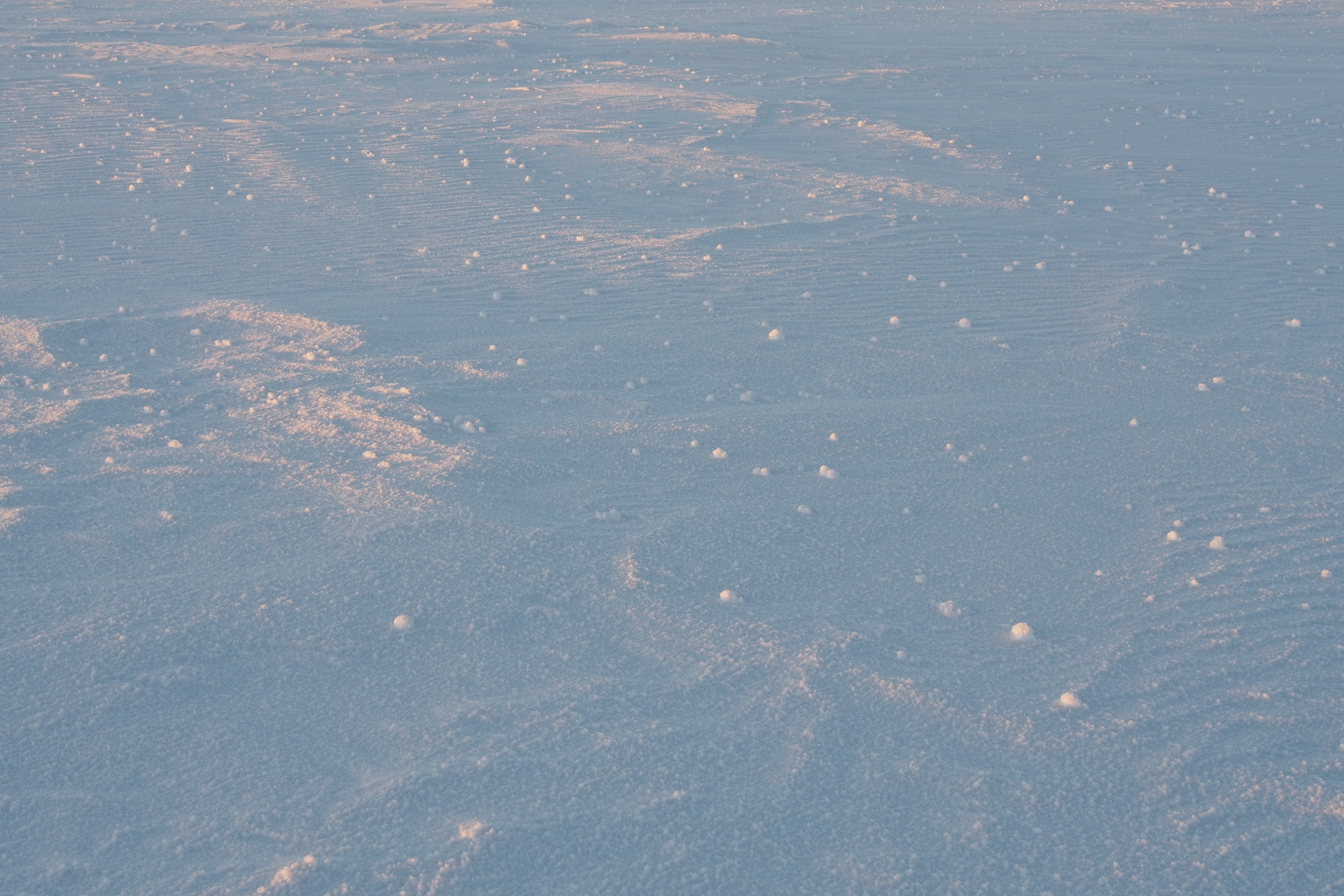
Yukimarimo à la base antarctique Concordia en 2014.